# Sayyid Abdullah Khan II
Sayyid Abdullah Khan II fou el darrer kan de Khivà, germà i successor d'Isfandiyar Jurji Bahadur Khan quan aquest fou assassinat per Junayd Khan l'1 d'octubre de 1918. Estava totalment supeditat a Junayd Khan, el cap turcman yomud que tenia el control de totes les forces militars del kanat.
El setembre de 1918 Junayd havia rebut la petició del govern contrarevolucionari d'Aşgabat d'atacar als bolxevics de Petro-Aleksandrovsk, que va rebutjar per temor a l'enviament de reforços russos des de Chardjui. Però a la tardor quan la navegació pel riu Amudarià va esdevenir impossible a causa del glaç, va travessar el riu en sis llocs i va assetjar Petro-Aleksandrovsk. Però inesperadament un vaixell de guerra de Chardjui va aconseguir obrir-se pas i portar reforços i el setge es va haver d'aixecar en 11 dies.
A la primavera del 1919 les forces russes van retornar des de Chardjui i van derrotar els turcmans a la riba esquerra a la regió de Pitnyak. El Soviet de Petro-Alexandrovsk reclamava ara l'annexió del kanat de Khivà però el soviet de Taixkent absorbia totes les tropes per la lluita a la província Transcàspia i va enviar una delegació a Khivà a negociar amb Junayd Khan; l'acord (9 d'abril de 1919) fou conegut com el Tractat de Takhta, i reconeixia la independència de Khivà restablint el comerç i les relacions amb la Rússia bolxevic; els turcmans implicats en activitats anti-soviètiques eren perdonats. No obstant Junayd Khan va restar poc cooperador i no va voler aportar tropes per la campanya a la província Transcàspia i va refusar també al representant diplomàtic rus al kanat.
A l'estiu el destacament de cosacs a Shımbay es va revoltar i es va aliar als karakalpaks per agafar el control de la zona del delta de No'kis a la costa de la mar d'Aral. Les tropes de Shaidakov que van anar a reprimir la revolta foren atacats per tropes de Junayd; Shaidakov va fer aixecar el setge rebel de No'kis i va tornar a Petro-Alexandrovsk per temor a un nou atac turcman en acostar-se l'hivern que ja Juanyd estava discutint amb els rebels de Shımbay. Però ara la situació havia canviat. L'Exèrcit Roig havia derrotat el blanc Dutov i els bolxevics de Taixkent van arribar a Kyzyl Arvat a Transcàspia. Moscou va establir un nou govern al Turquestan conegut com a Comissió pels Afers del Turquestan, i ara els territoris de Khivà i Bukharà tornaven a entrar en joc i Khivà, la més petita i inestable de les dues monarquies, permanentment inestable, era un objectiu prioritari.
Una revolta contra Junayd Khan dels seus rivals yomuds va esclatar a Khojeli i a Kunya Urgendj; d'altra banda un constant flux de refugiats khivans radicals havia engreixat les files dels Joves Khivans a Taixkent des d'una dotzena a una milícia de 500 homes. El novembre les autoritats militars del Turquestan van enviar a Skalov, representant militar a Khivà, a Petro-Alexandrovsk per organitzar una invasió com a força d'alliberament de Chardjui on les forces de Shaidakov estaven sota atac dels cosacs rebels i turcmans.
Skalov va creuar l'Amudarià el 25 de desembre de 1919 amb 430 soldats, incloent alguns revolucionaris uzbeks com Faizullah Khodjaev. Va ocupar Khanqa i Urgendj sense lluita però va quedar assetjat a Urgendj per Junayd Khan durant tres setmanes. Mentre Shaidakov i els seus 400 homes van derrotar els cosacs rebels i als seus aliats karakalpaks a Shımbay abans de travessar el riu per agafar el control de Khojeli, on el seu nombre va augmentar amb contingents de turcmans rebels contra Junayd Khan. Després de la caiguda de Kunya Urgendj, Junayd Khan es va retirar a Bedirkent per enfrontar a l'exèrcit de Shaidakov des del nord i al de Skalov des del sud. Després de dos dies de combat a Takhta, Junayd Khan va fugir cap al Kara Kum. Els bolxevics entraven a Khivà l'1 de febrer.
L'endemà el kan Sayyid Abdullah Khan II, va ser forçat a abdicar i va agafar el poder un Comité Revolucionari Provisional dirigit per Hajji Pahlavan Yusupov. Com que pocs khivans eren comunistes, es va demanar a Taixkent l'establiment d'una república soviètica a Coràsmia. Una delegació fou enviada per celebrar eleccions a un congrés de Soviets. El 27 d'abril de 1920 el Primer Congrés de Soviets de Tot Coràsmia (Khorezm) va aprovar l'abolició del kanat i l'establiment d'una República Popular Soviètica de Coràsmia sota control dels Joves Khivans (10 dels 15 departaments i el president del Comitè central Hajji Pahlavan Yusupov). Per ser precisos, Sayyid Abdullah Khan II havia estat enviat lluny de Khiva el 12 de juliol de 1920, quan la "Comissió per als Assumptes de Turquestan en el marc del Comitè Executiu Central de tota Rússia del Congrés dels Soviets i el Consell de Comissaris del Poble 'bolxevic decided per desfer-se del Khan i la seva família. Amb altres set membres de la família del Khan, ell que posen en un tren i portats a la presó de Lubianka número dos a Moscou, on va passar 20 dies. L'últim Khan va morir poc després en un hospital de la presó. Una vegada que els bolxevics estaven fermament en control, l'aristocràcia sobreviure, en particular els nens d'Abdullah, Reconegut el perillós La seva posició la qual cosa, i, o bé van fugir a Turquia, i va acceptar un nou i bastant degradat existència proletariat.